# 4-толуїдин
4-толуїдин (пара-толуїдин) ― органічна сполука з класу ароматичних амінів, один з трьох ізомерів толуїдинів. За стандартних умов є безбарвною або жовтуватою кристалічною масою, що набуває червоно-коричневого кольору на світлі чи повітрі з винним запахом.

## Отримання
4-толуїдин отримують нітруванням толуену з подальшим відновленням 4-нітротолуену.
При нітруванні утворюється суміш 2-нітротолуену, 3-нітротолуенуу та 4-нітротолуену у відношенні 15:1:9, яку розділяють за допомогою дистиляції.
При синтезі толуїдину у промислових масштабах, гідрогенування відбувається в газовій фазі у присутності каталізатора (наприклад, нікель Ренея) за температури понад 250 °С.
При синтезі у менших масштабах, гідрогенування зазвичай відбувається в рідкій фазі, також з каталізатором, за температури до 150 °С і тиску 350 ― 3500 кПа.

## Хімічні властивості
Толуїдин є основою: утворює солі з сильними кислотами, алкілюється, але основні властивості слабші, ніж в аніліну. Вступає в реакції електрофільного ароматичного заміщення, при цьому положення, де опиняється замісник, передусім визначається аміногрупою.

## Використання
4-толуїдин використовується для синтезу азобарвників, а також триарилметанових барвників. Метилювання дає N,N-диметил-4-толуїдин, що використовується як прикорювач у виробництві епоксидних смол.

## Токсичність
4-толуїдин токсичний. Подразнює слизові оболонки, пошкоджує функції крови. Підозрюється в канцерогенності.